# Glukogena aminokiselina
Glukogena aminokiselina je aminokiselina koja se može konvertovati u glukozu putem glukoneogeneze. Ovo je u kontrastu sa ketogenim aminokiselinama, koje se konvertuju u ketonska tela.
Proizvodnja glukoze iz glukogenih aminokiselina obuhvata pretvaranje ovih aminokiselina u alfa ketokiseline i zatim u glukozu. Ovi procesi se odvijaju u jetri. Ovaj mehanizam je predominatan tokom katabolize. 
Kod ljudi glukogene aminokiseline su:
- Glicin
- Serin
- Valin
- Histidin
- Arginin
- Cistein
- Prolin
- Alanin
- Glutamat
- Glutamin
- Aspartat
- Asparagin
- Metionin

Aminokiseline koje su glukogene i ketogene:
- Izoleucin
- Treonin
- Fenilalanin
- Tirozin
- Triptofan

Jedino leucin i lizin nisu glukogeni.

## Spoljašnje veze
- Metabolizam aminokiselina